# غلوبيولين مناعي مضاد للكزاز
الغلوبولين المناعي المضاد للكزاز والمعروف أيضًا باسم غلوبيولين المناعي للكزاز (TIG)، وترياق الكزاز، هو دواء يتكون من أجسام مضادة ضد ذيفان الكزاز. يُسْتخدم للوقاية من الكزاز للأشخاص المصابين بِجروح عالية الخطورة والتي لم يتم تطعيمها ضد ذوفان الكزاز. كما أنها تستخدم لعلاج الكزاز جنبا إلى جنب مع المضادات الحيوية ومرخيات العضلات. يُؤخذ هذا الدواء عن طريق الحقن في العضلات.
تشمل الآثار الجانبية الشائعة الألم في موقع الحقن والحمى. نادرًا ما تحدث تفاعلاتٍ تحسّسيّة بما في ذلك الحساسية المفرطة. هناك أيضًا خطر ضعيف جدًا لانتشار العدوى مثل التهاب الكبد الفيروسي وفيروس نقص المناعة البشرية/الإيدز. يُعتبر الاستخدام أثناء الحمل آمنًا. وهي تُصنع من بلازما دم الإنسان أو الخيل.
أصبح استخدام نسخة الحصان شائعًا في 1910، في حين أصبحت النسخة البشرية تُستخدم بشكل واسع في الستينيات. وهي ضمن قائمة الأدوية الأساسية لمنظمة الصحة العالمية، وهي الأدوية الأكثر فعالية وأمنًا في النظام الصحي. تبلغ تكلفة الجملة في العالم النامي لنسخة الحصان حوالي 0.90 إلى 3.60 دولار أمريكي لكل قارورة 1500 بينما النسخة البشرية تُكلف 10.00 إلى 46.86 دولار أمريكي ل250 وحدة دولية، النسخة البشرية قد تكون غير متوفرة. في الولايات المتحدة تكلف دورة العلاج من 100 إلى 200 دولار أمريكي. لا يستخدم نشخة الحصان عادةً في العالم المتقدم بسبب خطر الإصابة بداء المصل.